# انعطاف‌پذیری فنوتیپی

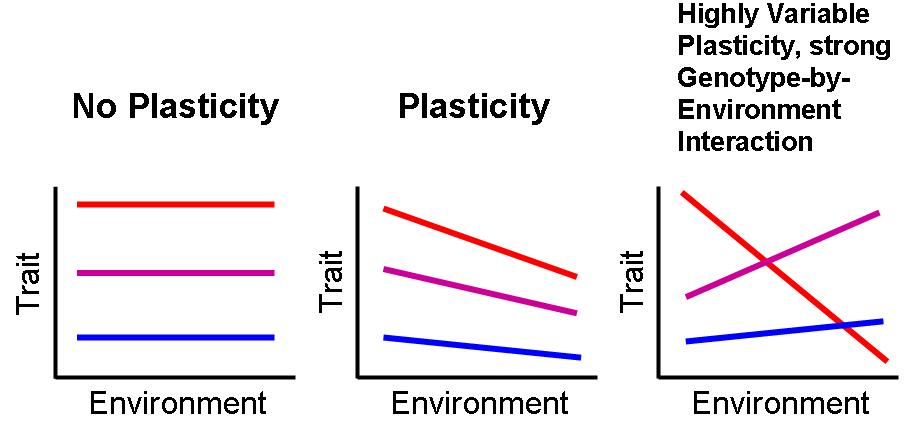
انعطاف‌پذیری فنوتیپی توانایی یک ژنوتیپ برای تولید بیش از یک فنوتیپ در رویارویی با محیط‌های مختلف است. هر خط در اینجا نشان‌دهنده یک ژنوتیپ است. خطوط افقی نشان می‌دهد که فنوتیپ در محیط‌های مختلف یکسان است. خطوط اریب نشان می‌دهد که فنوتیپ‌های مختلفی در محیط‌های مختلف وجود دارد و در نتیجه انعطاف‌پذیری را نشان می‌دهد.

انعطاف‌پذیری فنوتیپی یا مومسانی رخ‌نمودی (به انگلیسی: Phenotypic plasticity)، به برخی از تغییرها در رفتار، ریخت‌شناسی و فیزیولوژی یک موجود زنده در پاسخ به یک محیط منحصر به فرد اشاره دارد. انعطاف‌پذیری فنوتیپی که اساساً برای روشی که جانداران با تغییرهای محیطی کنار می‌آیند، همه انواع تغییرها برخاسته از محیط را دربر می‌گیرد (مثلاً ریخت‌شناسی، فیزیولوژیک، رفتاری، پدیده‌شناختی) که ممکن است در طول عمر فرد همیشگی باشند یا نباشند.

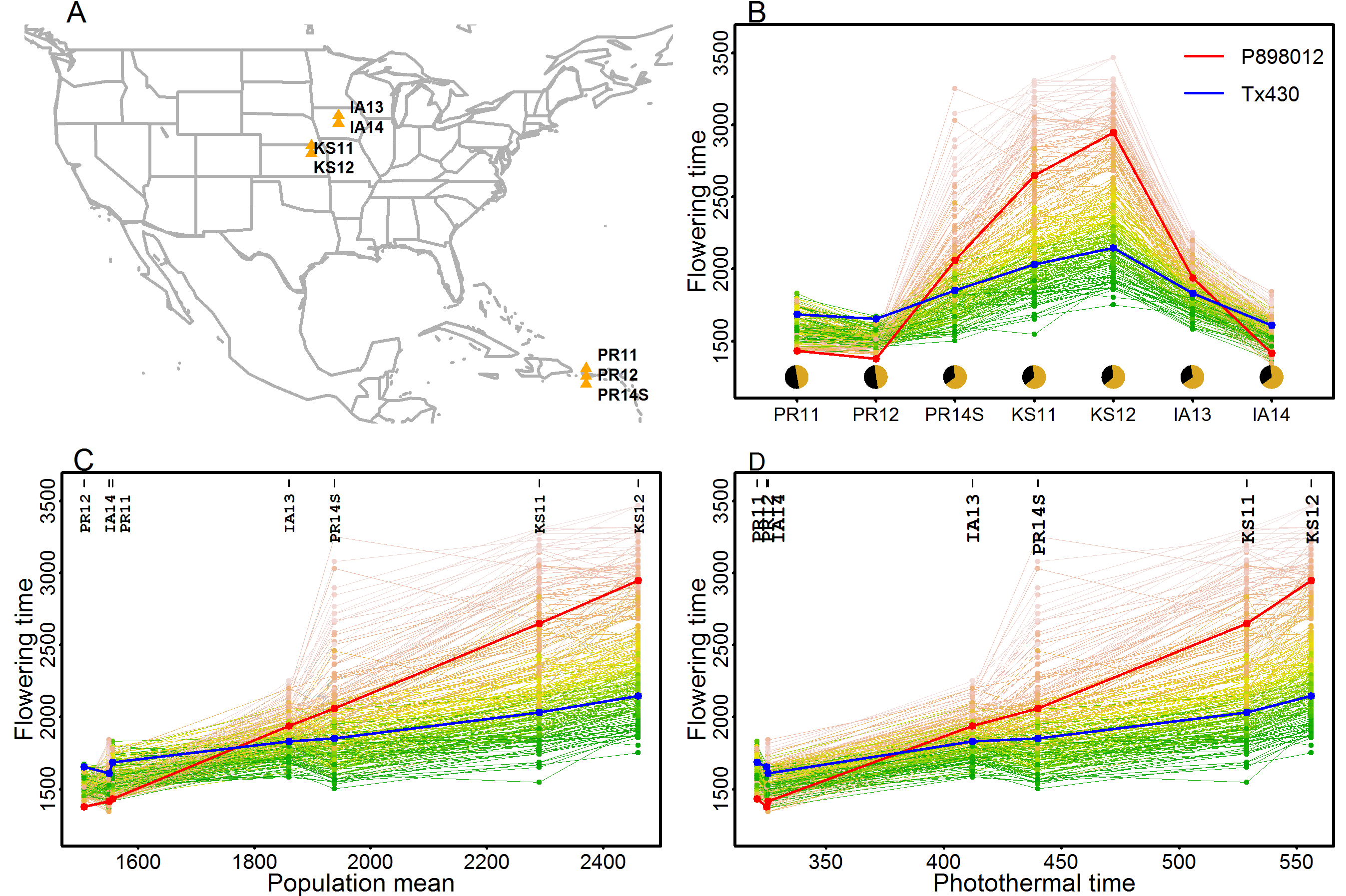
انعطاف‌پذیری فنوتیپی زمان گلدهی سورگوم از هفت محیط ارزیابی شد. زمان فتوترمال شناسایی‌شده، یک شاخص مستقل از عملکرد، ورودی‌های محیطی مربوطه را کمی می‌کند و چارچوبی سیستماتیک را برای مدل‌سازی، توضیح و پیش‌بینی مقادیر فنوتیپی در شرایط طبیعی ممکن می‌سازد.